# Max Fivelinha
Max Fivelinha, nome artístico de Maximiano Machado da Silva (Ipanema, 22 de julho de 1962), é um maquiador e apresentador brasileiro.

## Carreira

### Maquiador e VJ
Max Fivelinha iniciou a carreira artística como assistente de maquiagem da MTV Brasil, passando depois a maquiador. Segundo ele, a vaga surgiu após um amigo, maquiador, lhe dizer que tinha uma emissora nova no país que precisava de um assistente de maquiagem.
Em 1999, com oito anos de trabalho na MTV, foi chamado por Cazé Peçanha, na época apresentador do VJ por um Dia Verão, para avaliar a apresentação e as roupas dos candidatos. Com o tempo, ele acabou selecionado como jurado permanente do programa até sua segunda temporada, comandada por Luiz Thunderbird.
Como sempre usava fivelas nas VJs da emissora, usou no programa VJ por um Dia e ao lhe apresentar, Cazé disse: "Com vocês, Max Fivelinha!", o que acabou virando um apelido carinhoso. Também participou dos programas, Gordo a Go-Go, Em Busca da Fama e Ilha das Fivelas, estes dois últimos apresentados por ele. Posteriormente, Fivelinha ficou contratado como VJ da emissora até 2003.

### Pós-MTV
Em 30 de julho de 2001, estreou o programa Segundas Intenções, na Mix FM, toda segunda-feira, meia-noite, tratando assuntos ligados a sexo e relacionamentos, que ficou no ar até 2011. Ele também fez uma participação especial na novela Vende-se um Véu de Noiva, no SBT, no papel de Pepe.
Em 2009 estreou o programa Max Fashion Show na Mix TV, no qual fazia entrevistas e mostrava as tendências da moda. Sua última exibição ocorreu em 2011.

## Vida pessoal
Nascido no interior de Minas Gerais, em Ipanema, ele mudou com família para Diadema, São Paulo em 1977. Seu pai, Francisco Machado, era criador de gado e morava em um sítio. Sua primeira profissão em São Paulo foi como office-boy, logo após vieram outras como laboratorista e booker de uma agência de modelos.
Para perder a timidez, Fivelinha fez teatro.